# Defensor del Pueblo (Georgia)
El Defensor del Pueblo de Georgia, es una institución establecida por la Constitución de Georgia, encargada de velar por la protección de los derechos humanos y las libertades individuales en Georgia. Asesora al Gobierno nacional en cuestiones de derechos humanos. También analiza las leyes, políticas y prácticas del país, en cumplimiento de los estándares internacionales, y proporciona recomendaciones pertinentes.
El Defensor del Pueblo de Georgia es elegido por una mayoría de al menos tres quintos del total de diputados del Parlamento de Georgia para un único periodo de seis años. La oficina se creó en conformidad con la Ley Orgánica de 1996 sobre el Defensor del Pueblo de Georgia. Cualquier obstrucción a la actividad del Defensor del Pueblo será sancionada por la ley. La Constitución de Georgia otorga cierta inmunidad al Defensor del Pueblo; éste puede ser arrestado sólo con el consentimiento del Parlamento, excepto si es descubierto cometiendo un crimen.
El Defensor del Pueblo de Georgia adoptó una actitud proactiva luego del creciente número denuncias de tortura como método de interrogación de la policía georgiana, el cual solía ser una práctica generalizada en las comisarías de todo el país. Entre los aspectos de su programa para combatir los casos de tortura, se incluyó la aceptación de denuncias anónimas y la práctica habitual de visitas sorpresa a los centros de detención, lo que llevó a una drástica reducción de su incidencia a mediados de la década de 2000.

## Historia
La protección de los derechos humanos está relacionada con el marco legal existente y el régimen reconocido en el estado. La presencia de la institución del Defensor del Pueblo o de órganos de protección de los derechos humanos, que actúan como garantes de la realización de estos derechos reconocidos, es un elemento necesario de un Estado democrático.
Georgia tiene una cierta historia de protección de los derechos humanos. Incluso en la constitución del 21 de febrero de 1921, quedaron reflejados los mecanismos iniciales de protección de los derechos humanos. Fue el primer acto legislativo en el que apareció ampliamente el espectro de derechos y libertades políticas. En la constitución, se dedicó un capítulo aparte a los derechos socioeconómicos, existía el derecho a la educación obligatoria y gratuita; Proporcionar asistencia a las familias más pobres en forma de alimentos, ropa y otros artículos. Había un capítulo aparte sobre los derechos de las minorías nacionales. La Constitución de 1921 respondió plenamente a las exigencias de la época, pero su efecto duró poco, ya que Georgia fue invadida por la naciente Unión Soviética. La primera constitución soviética validada después de la ocupación de Georgia por la Rusia bolchevique sólo reconocía formalmente algunos derechos y libertades ciudadanas. En la Georgia soviética no existía ningún instituto de protección de los derechos humanos.
En 1992, el Presidium del Consejo de Estado de la República de Georgia adoptó una resolución "Sobre la creación del Comité Estatal para las Relaciones Interétnicas y la Protección de los Derechos Humanos de la República de Georgia". Pero, debido a que daba prioridad a la protección de los derechos humanos, este comité pronto cambió su nombre por el de "Comité para la Protección de los Derechos Humanos y las Relaciones Interétnicas de la República de Georgia".
De conformidad con la legislación de la República, el comité tomó decisiones dentro de su competencia, desarrolló disposiciones, instrucciones, instrucciones metodológicas y otros actos normativos, cuya implementación era obligatoria para los ministerios, comités, departamentos y agencias de la República de Georgia, así como para empresas y organizaciones, independientemente de su propiedad y forma jurídica organizativa. El comité tenía su propio estatuto. podía crear órganos territoriales y establecer fundaciones.
En 1992, el Comité Estatal para las Relaciones Interétnicas y la Protección de los Derechos Humanos de la República de Georgia se ubicó temporalmente en el edificio del Consejo Supremo de la República de Georgia (Parlamento en Tiflis).

### Comité para la Protección de los Derechos Humanos y las Relaciones interétnicas
- coordinar las actividades del Estado, órganos gubernamentales y organizaciones de la República en la protección de los derechos humanos políticos, civiles, económicos, sociales y culturales;
- revisar declaraciones y denuncias relacionadas con violaciones de derechos humanos;
- En presencia de un representante de las fuerzas del orden, podría comprobar el estado de protección de los derechos de las personas internadas en lugares de detención preventiva, prisión, prisión, castigo u otras medidas coercitivas designadas por el tribunal, y en otros instituciones. El presidente del comité, así como un funcionario designado por el presidente del comité, estaba autorizado a ingresar a los lugares de detención y prisión preventiva, a los lugares de ejecución de sentencias, a reunirse y entrevistarse con detenidos y presos; averiguó si sus derechos estaban protegidos durante el proceso de arresto o detención, así como durante su estancia en las instituciones pertinentes.

El presidente del Comité de Protección de los Derechos Humanos y Relaciones Interétnicas o el presidente en funciones tenía derecho a solicitar la prevención de la violación de los derechos humanos mediante una comunicación escrita del funcionario competente. La revisión de su presentación era obligatoria en el plazo de un mes; los resultados de la revisión debían informarse al presidente del comité o a su adjunto. El Estado, los órganos y organizaciones gubernamentales de la República y los servicios pertinentes de las entidades autónomas estaban obligados a presentar información dentro de su competencia previa solicitud.
Junto con los órganos encargados de hacer cumplir la ley de la República, el comité tenía derecho a cuidar y supervisar constantemente la implementación de los requisitos básicos de la Ley de la República de Georgia "sobre la libertad de prensa y medios de comunicación" para finalmente prevenir los hechos de injerencia administrativa en la recepción, procesamiento y difusión de información por parte de los medios de comunicación.
Posteriormente, sobre la base de este comité se creó el Instituto del Defensor Público, cuyo personal inicialmente contaba con empleados antiguos y experimentados. Sin embargo, en comparación con los poderes del comité, el ámbito de competencia del defensor público es más amplio.
La primera persona elegida para este cargo fue Davit Saralidze (1997-2000), fue reemplazada por Nana Devdarian (2000-2003) antes de finalizar su mandato. Ni el mandato de Nana Devdarian ha expirado en relación con su paso a otro puesto. Después de él, Sozar Subari (2004-2009) se convirtió en el Defensor Público de Georgia, quien fue reemplazado por Giorgi Tughush (2009-2012) después de la expiración del mandato de cinco años establecido por la ley. Giorgi Tughushi dimitió de su cargo después de tres años. Ucha Nanuashvili ocupó el cargo de Defensor Público en 2012-2017 .
De 2017 a 2022, este cargo lo ocupó Nino Lomjaria , fue el sexto defensor público consecutivo.

## Funciones
El Defensor Público de Georgia es una institución constitucional que supervisa la protección de los derechos humanos y las libertades dentro del territorio de Georgia y su jurisdicción. Estudia los casos de violación de los derechos humanos y promueve el respeto hacia los derecho y las libertades violadas.
El Defensor Público de Georgia es independiente en sus actividades. No pertenece a ninguna rama del gobierno.
El Defensor Público de Georgia supervisa:
- autoridades estatales
- organismos de autogobierno local
- instituciones públicas
- funcionarios

El Defensor Público de Georgia estudia los casos de violación hacia los derechos humanos y las libertades basándose tanto en las declaraciones recibidas como por iniciativa propia.
El Defensor Público de Georgia estudiará casos relacionados con:
- la decisión de una institución pública;
- Violación de los derechos humanos y libertades en el proceso de revisión judicial;
- Violar los derechos de una persona arrestada, encarcelada o restringida de otro modo;
- cumplimiento de los actos normativos con el segundo capítulo de la Constitución de Georgia;
- La constitucionalidad del referéndum y las normas de regulación electoral y de las elecciones (referéndum) celebradas o por celebrarse con base en estas normas.

El Defensor Público de Georgia está autorizado a examinar declaraciones relativas a la violación de los derechos y libertades garantizados por la legislación georgiana y los tratados y acuerdos internacionales en los que Georgia es parte.
Para garantizar la protección de los derechos humanos y las libertades, el Defensor Público de Georgia:
- presenta propuestas, notas y recomendaciones al Parlamento de Georgia u otro organismo pertinente en relación con la legislación y los proyectos de ley de Georgia;
- Para restablecer los derechos humanos y las libertades violados, se dirige a los gobiernos estatales y locales, a las instituciones públicas y a los funcionarios con sugerencias y recomendaciones;
- presenta una propuesta a los órganos de investigación pertinentes con una solicitud para iniciar una investigación y/o un proceso penal;
- hace una propuesta a los órganos competentes sobre la responsabilidad disciplinaria o administrativa de las personas cuyas acciones provocaron la violación de los derechos y libertades humanos;
- desempeña la función de amigo del tribunal ( Amicus Curiae ) en los tribunales generales y en el Tribunal Constitucional de Georgia;
- recursos ante el Tribunal Constitucional con demanda constitucional;
- se dirige por escrito al Presidente de Georgia, al primer ministro de Georgia, si considera que los medios de respuesta a disposición del Defensor Público son insuficientes;
- En un caso especial, se dirige al Parlamento de Georgia para pedir que se cree una comisión de investigación temporal y que el Parlamento examine la cuestión.

El Defensor Público de Georgia desempeña las funciones del Mecanismo Nacional para la Prevención de la Tortura y Otros Tratos o Penas Crueles, Inhumanos o Degradantes previstas en el Protocolo Facultativo de la Convención de las Naciones Unidas contra la Tortura y Otros Tratos o Penas Crueles, Inhumanos o Degradantes.
En el ámbito de la mencionada autoridad, el Defensor Público de Georgia controla periódicamente la condición y el tratamiento de las personas arrestadas, encarceladas o sometidas a otras restricciones, así como de las personas internadas en instituciones psiquiátricas, hogares de ancianos y orfanatos.
Una de las funciones importantes del Defensor Público de Georgia es la actividad educativa en el ámbito de los derechos humanos y las libertades. Organiza eventos y campañas de concientización sobre los derechos humanos hacia la sociedad georgiana.
En 2013, como resultado de las enmiendas a la Ley Orgánica de Georgia "Sobre el Defensor Público de Georgia", el Defensor Público de Georgia tiene derecho a presentar dos candidatos para ser miembros de la Junta Directiva de la emisora pública para la elección del Parlamento de Georgia y elegir tres miembros de la Junta de Asistencia Jurídica.
Al Instituto del Defensor Público de Georgia se le ha concedido la categoría "A", lo que implica el pleno cumplimiento por parte del Instituto del Defensor Público de Georgia de los Principios de París de las Naciones Unidas. Como resultado, el Defensor Público de Georgia puede participar en la labor de las instituciones nacionales de derechos humanos a nivel internacional y regional con derecho a voto, ocupar un cargo en la mesa/subcomités del Comité Internacional de Coordinación y participar en las sesiones del Consejo de Derechos Humanos.

## Defensores Públicos de Georgia
- Pescante Saralidze (დავით სალარიძე), 27 de octubre de 1997 - 1 de septiembre de 2000
- Nana Devdariani (ნანა დევდარიანი), 1 de septiembre de 2000 - 1 de septiembre de 2003
- Temur Lomsadze (თემურ ლომსაძე; en funciones ), 1 de septiembre de 2003 - 16 de septiembre de 2004
- Sozar Subari (სოზარ სუბარი), 16 de septiembre de 2004 - 17 de septiembre de 2009
- Giorgi Tugushi (გიორგი ტუღუში), 17 de septiembre de 2009 - 20 de septiembre de 2012
- Ucha Nanuashvili (უჩა ნანუაშვილი), 7 de diciembre de 2012 - 30 de noviembre de 2017
- Nino Lomjaria (ნინო ლომჯარია), 30 de noviembre de 2017 - 8 de diciembre de 2022
- Tamar Gvaramadze (თამარ გვარამაძე; en funciones ), 8 de diciembre de 2022 - 7 de marzo de 2023
- Levan Ioseliani (ლევან იოსელიანი), 7 de marzo de 2023 - presente